# Éric Sylvain
Éric Sylvain (Thetford Mines, 16 de junio de 1971) es un deportista canadiense que compitió en curling. Ganó una medalla de plata en el Campeonato Mundial de Curling Masculino de 2006.

## Palmarés internacional
| Campeonato Mundial | Campeonato Mundial      | Campeonato Mundial | Campeonato Mundial |
| Año                | Lugar                   | Medalla            | Prueba             |
| ------------------ | ----------------------- | ------------------ | ------------------ |
| 2006               | Lowell (Estados Unidos) | Medalla de plata   | Equipo             |